# Jørgen Elklit
Jørgen Elklit (* 12. Oktober 1942 in Frederiksværk) ist ein dänischer Politikwissenschaftler und Hochschullehrer an der Universität Aarhus.

## Leben und Wirken
Jørgen Elklit studierte Politikwissenschaft und Geschichte an der Universität Aarhus und schloss dort 1970 sei Studium mit der Magisterprüfung ab. Seither war er an dieser Universität als Hochschullehrer und Forscher tätig, zunächst als wissenschaftlicher Assistent bzw. bis 1999 als außerordentlicher Professor. Im Jahre 1988 promovierte er in Aarhus zum Dr. scient.pol. Einen Lehrstuhl für Politikwissenschaft erhielt er dann 2000. Seit 2022 trägt er den Titel "Professor Emeritus". In Forschung und Lehre beschäftigt sich Elklit vor allem mit dem Wahlverhalten. Forschungsaufenthalte führten ihn nach Berlin, an die University of Notre Dame sowie 2014 als Gastprofessor an die Universität Kapstadt.
Als Experte von Wahlsystemen trat Elklit mit beratender Tätigkeit und Wahlbeobachter in zahlreichen Ländern der Welt auf, so z. B. in Südafrika, Kenia, Tansania, Lesotho, Nepal und Bosnien-Herzegowina auf, teilweise im Auftrag der OSZE. In seinen ersten wissenschaftlichen Arbeiten beschäftigte sich Elklit mit der deutschen Minderheit im dänischen Nordschleswig.

## Veröffentlichungen (Auswahl)
Monographien
- En politisk-sociologisk undersøgelse af det tyske mindretal i Nordslesvig. En oversigt. Aarhus Universitet, 1974.

- mit Johan Peter Noack und Ole Tonsgaard: Nationalt  tilhørsforhold i Nordslesvig. Resultater fra en interviewundersøgelse (= Acta Jutlandica. Bd. 14). Det Lærde Selskab, Aarhus Univ. 1978, ISBN 87-87671-05-0.

- Parliamentary elections and election administration in Denmark. Indenrigsministeriet, Copenhagen 1996, ISBN 87-601-5936-7.

- (Hrsg.): Electoral systems for emerging democracies. Experiences and suggestions. Ministry of Foreign Affairs, Danida, Copenhagen 1997, ISBN 87-7265-520-8.
- (Mitautor): When elephants fight. Preventing and resolving election-related conflicts in Africa. EISA, Johannesburg 2010, ISBN 978-1-920095-90-1.

- (Hrsg. u. Mitautor): The Oxford handbook of Danish politics. Oxford University Press, Oxford 2020, ISBN 978-0-19-883359-8.

Aufsätze
- mit Johan Peter Noack und Ole Tonsgaard: Om måling af nationalt tilhørsforhold i Nordslesvig. In: Økonomi & Politik. Bd. 46 (1972), S. 375–395.

- mit Ole Riis und Ole Tonsgaard: Local voting studies of total electorates. The Danish general election of 1971. In: Scandinavian political studies. Bd. 7 (1972), S. 191–213.
- mit Nikolaj Pedersen: Denmark enters the European Communities. In: Scandinavian political studes. Bd. 8 (1973), S. 198–213.

- mit Jeremy C. Mitchell: Wahlen und Massendemokratie in England und Dänemark. In: Otto Büsch (Hrsg.): Vergleichende europäische Wahlgeschichte. Colloquium-Verlag, Berlin 1983, ISBN 3-7678-0594-4, S. 351–376.
- mit Ole Tonsgaard: The absence of nationalist movements. The case of the Nordic area. In: John Coakley (Hrsg.): The social origins of nationalist movements. The contemporary West European experience. Sage, London 1992, ISBN 0-8039-8572-X, S. 81–98.

- mit Nigel S. Roberts: A category of its own? Four PR two-tier compensatory member electoral systems in 1994. In: European journal of political research. Bd. 30 (1996), S. 217–240.

- (Mitautor): The rise of election monitoring. In: Journal of democracy. Bd. 8 (1997), S. 17–61.
- Party behaviour and the formation of minority coalition governments. Danish experiences from the 1970s and 1980s. In: Wolfgang C. Müller (Hrsg.): Policy, office, or votes? How political parties in Western Europe make hard decisions. Cambridge University Press, Cambridge 1999, ISBN 0-521-63135-1, S. 63–88.
- What was the problem if a first divisor of 1.4 was the solution? In: Erik Beukel (Hrsg.): Elites, parties and democracy. Festschrift for Professor Mogens N. Pedersen. Odense University Press, Odense 1999, ISBN 87-7838-506-7, S. 75–101.

- Lesotho 2002. Africa's first MMP elections. In: Journal of African elections. Bd. 1 (2002), S. 1–10.
- A framework for the systematic study of election quality. In: Democratization. Bd. 12 (2005), S. 147–162.

- (Mitautor): Elections and democracy in Lesotho. In: Journal of African elections. Bd. 7 (2008), S. 1–173.
- (Mitautor): Consultative elections of Chinese township leaders. The case of an experiment in Ya'an, Sichuan. In: China information. A journal of contemporary China studies. Bd. 22 (2008), S. 67–89.

- mit Ulrik Kjaer: The impact of assembly size on representativeness. In: The journal of legislative studies. Bd. 20 (2014), S. 156–173.

- Why ballot secrecy still matters. In: Journal of democracy. Bd. 30 (2019), S. 61–75.
- The structure and performance of African electoral commissions. In: Nic Cheeseman (Hrsg.): The Oxford encyclopedia of African politics, Bd. 3. Oxford University Press, New York 2020, ISBN 978-0-19-008904-7, S. 1662–1675.
- mit Alexander Makulilo und Rodrick Henry: Public trust in elections. The case of Zanzibar. In: SN social sciences. Bd. 4 (2024), H. 4, S. 1–18.

Festschrift
- Jens Blom-Hansen u. a. (Hrsg.): Democracy, elections and political parties. Essays in honor of Jørgen Elklit. Politica, Aarhus 2012, ISBN 978-87-7335-165-9.